# Boltoniinae
Boltoniinae je podtribus glavočika,  dio tribusa Astereae. Postoji nekoliko rodova a tipični je boltonija (Boltonia).

## Rodovi
1. Batopilasia G.L.Nesom & R.D.Noyes
2. Boltonia L'Hér.
3. Chloracantha G.L. Nesom et al.